# Ismail Elfath
Ismail Elfath (arabisch إسماعيل الفتح, DMG Ismāʿīl al-Fatḥ; * 3. März 1982 in Casablanca, Marokko) ist ein US-amerikanischer Fußballschiedsrichter marokkanischer Abstammung. Seit 2016 steht er auf der FIFA-Liste.

## Karriere als Schiedsrichter

### Nationale Ebene
Elfath gab sein Debüt im Profi-Fußball im Jahr 2009, als er eine Partie zwischen den Austin Aztex und Montreal Impact in der damals zweitklassigen United Soccer League leitete. Auch sein erstes Spiel in der höchsten US-amerikanischen Profiliga – der MLS – wies eine Beteiligung von Montreal auf, Gegner im Mai 2012 waren die New York Red Bulls. Beim MLS-is-Back-Turnier 2020 während der COVID-19-Pandemie leitete er das Finale, welches die Portland Timbers gegen Orlando City gewinnen konnten. In der Saison 2022 wurde er mit der Leitung des Endspiels um den MLS Cup zwischen Los Angeles FC und Philadelphia Union betraut (Endstand 6:3 i. E.). Bisher kam er zu 180 Spielleitungen in der MLS, zuzüglich 15 Play-off-Partien (Stand: November 2022).

### Internationale Ebene
Seit 2016 steht Elfath auf der FIFA-Liste, was ihn zur Leitung internationaler Partien berechtigt. Sein internationales Debüt feierte er im September 2016 bei einem Gruppenspiel der CONCACAF Champions League zwischen CD Árabe Unido und CF Monterrey. Sein erstes A-Länderspiel leitete Elfath im Januar 2017 zwischen Bermuda und Kanada. 2017 wurde er mit dem Finalhinspiel der CONCACAF League (bedingt vergleichbar mit z. B. der UEFA Europa League) zwischen CD Olimpia und Santos de Guápiles betraut (Endstand 0:1). Parallel kam Elfath bei mehreren CONCACAF-Jugendmeisterschaften zum Einsatz. 2019 wurde er seitens der FIFA für die U-20-Fußball-Weltmeisterschaft 2019 in Polen berufen, wo er zu vier Einsätzen kam, darunter das Endspiel zwischen dem späteren U-20-Weltmeister Ukraine und Südkorea. Direkt im Anschluss reisten er und sein Team zum Gold Cup 2019, wo sie zu einer Spielleitung in der Gruppenphase kamen. Den Abschluss dieses Jahres bildete sein Einsatz beim Halbfinale der FIFA-Klub-Weltmeisterschaft 2019 zwischen Flamengo und al-Hilal.
Beim Gold Cup 2021 pfiff er wie schon zwei Jahre zuvor ein Vorrundenspiel. Im gleichen Jahr wurde er mit seinen Assistenten Kyle Atkins und Corey Parker für das Olympische Fußballturnier der Männer nominiert. Dort leitete er drei Spiele, unter anderem ein Viertelfinale.
Im Mai 2022 nominierte ihn der Weltverband als einen von 36 Hauptschiedsrichtern, die bei der Fußball-Weltmeisterschaft 2022 zum Einsatz kamen. Als Assistenten begleiteten ihn erneut Atkins und Parker. Elfath leitete in Katar zwei Spiele der Gruppenphase sowie ein Achtelfinale. Er gehörte zu den Schiedsrichtern, die bis zum Schluss im Turnier verblieben und unterstützte im WM-Finale Szymon Marciniak als Vierter Offizieller.
Im Sommer 2023 leitete er das Endspiel um den Leagues Cup, einem zusätzlichen Pokalwettbewerb zwischen Mannschaften der US-amerikanischen MLS und der Liga MX. In dem rein US-amerikanischen Finale verlor der Nashville SC mit 9:10 i. E. gegen Inter Miami.
2024 kam er zu einem Einsatz bei der Copa América, die in den USA ausgetragen wurde.

## Persönliches
Elfath wurde im marokkanischen Casablanca geboren und kam im Alter von 18 Jahren über die Green-Card-Lotterie in die USA. Er arbeitete zunächst als Essenslieferant in einem Hotel, bevor er von 2001 bis 2005 an der University of Texas at Austin Maschinenbau studierte. Zudem hält er einen MBA von der Texas State University. Neben seiner Schiedsrichterlaufbahn ist er als IT- und Vertriebsberater tätig.
Elfath ist Vater von zwei Kindern und lebt in Austin.

## Besondere Einsätze

### Beim olympischen Fußballturnier 2021
| Phase         | Datum         | Spielort | Heimmannschaft | Gastmannschaft | Ergebnis             |
| ------------- | ------------- | -------- | -------------- | -------------- | -------------------- |
| Gruppenphase  | 25. Juli 2021 | Yokohama | Brasilien      | Elfenbeinküste | 0:0                  |
| Gruppenphase  | 28. Juli 2021 | Saitama  | Spanien        | Argentinien    | 1:1 (0:0)            |
| Viertelfinale | 31. Juli 2021 | Kashima  | Japan          | Neuseeland     | 0:0 n. V.; 4:2 i. E. |

### Bei der Fußball-Weltmeisterschaft 2022
| Phase        | Datum         | Spielort | Heimmannschaft | Gastmannschaft | Ergebnis                        |
| ------------ | ------------- | -------- | -------------- | -------------- | ------------------------------- |
| Gruppenphase | 24. Nov. 2022 | Doha     | Portugal       | Ghana          | 3:2 (0:0)                       |
| Gruppenphase | 2. Dez. 2022  | Lusail   | Kamerun        | Brasilien      | 1:0 (0:0)                       |
| Achtelfinale | 5. Dez. 2022  | al-Wakra | Japan          | Kroatien       | 1:1 n. V. (1:1, 1:0), 1:3 i. E. |

### Bei der Copa América 2024
| Phase        | Datum         | Spielort | Heimmannschaft | Gastmannschaft | Ergebnis  |
| ------------ | ------------- | -------- | -------------- | -------------- | --------- |
| Gruppenphase | 22. Juni 2024 | Houston  | Mexiko         | Jamaika        | 1:0 (0:0) |